# Law Roach
Pour les articles homonymes, voir Roach.
Law Roach, né le 20 juillet 1978 à South Side Chicago, Illinois aux États-Unis, est un styliste américain et une personnalité de la télévision. Connaissant une ascension fulgurante vers à la fin des années 2010, il est nommé en 2020 comme l'un des dix meilleurs stylistes de la décennie par The Hollywood Reporter. Il est surtout connu pour sa collaboration avec l'actrice Zendaya et la chanteuse mondialement connue Céline Dion.
Roach ne se définit pas comme un styliste mais un « architecte de l'image », terme qu'il a lui-même inventé et dont il possède la marque déposée.

## Biographie
Originaire de Chicago, Law Roach commence sa carrière comme revendeur de vêtements vintage. Il déménage ensuite à New York où il ouvre sa propre boutique. Il se fait connaître pour ses collaborations avec des célébrités comme Zendaya, Céline Dion, Anya Taylor-Joy, Kerry Washington, Tom Holland, Ariana Grande ou Megan Thee Stallion.
En 2017, il devient le premier styliste afro-américain à apparaître en couverture du magazine The Hollywood Reporter.
Law Roach est reconnu pour son style exubérant, inspiré du vintage, mêlant glamour et audace. Il cite Lola Falana comme muse vintage, et conserve précieusement des pièces emblématiques telles que son sac Dior Saddle en poils de poney noir par John Galliano. Il affirme que le passé influence profondément son esthétique. Très engagé pour la diversité dans l'industrie de la mode, il milite pour une plus grande inclusion des stylistes noirs dans les milieux hollywoodiens.
Il devient juge principal dans l'émission Legendary diffusée sur Max entre 2020 et 2022. Il a également participé à America's Next Top Model en tant que juge lors des saisons 23 et 24. En 2025, il rejoint le jury de la saison 21 de Project Runway.
En 2021, il reçoit un Gem Award pour le style en joaillerie, puis en 2022, le tout premier prix du styliste de l'année décerné par les CFDA Awards à New York.
En mars 2023, Law Roach annonce sa retraite du stylisme via Instagram, évoquant la pression de l'industrie et son besoin de préserver sa santé mentale et physique. Il précise cependant continuer à collaborer avec Zendaya, qu'il considère comme sa « petite sœur ».

## Vie privée
Law Roach a étudié la psychologie à la Chicago State University[réf. nécessaire]. Il est ouvertement gay. En 2023, il se déclare aromantique.
Il a perdu son neveu de trois ans en novembre 2021, après une chute accidentelle depuis le 17e étage d’un immeuble à Chicago.

## Télévision
- 2016 : Style Code Live : Lui-même (invité, 1 épisode)[13]
- 2016–2018 : Top Model USA : Lui-même (juge, saisons 23 et 24)[13]
- 2020 : Legendary : Lui-même (juge)[13]
- 2024 : RuPaul's Drag Race : Lui-même (juge invité, saison 16, épisode 5)
- 2024 : RuPaul's Drag Race: Untucked  : Lui-même (invité, 1 épisode)
- 2025 : La Meneuse (Running Point) : Lui-même (invité, Saison 1 épisode 5)